# Nissan Crew
Nissan Crew — среднеразмерный седан, выпускавшийся компанией Nissan и продававшийся только в Японии под видами такси, учебных автомобилей и автомобилей полиции. Заднеприводная компоновка и простая конструкция придавали автомобилю популярность.
Конкурентом являлся Toyota Comfort. Показателем японского рынка является передняя подвеска, установленная на 5 см вперёд с пассажирской стороны, что «расширяло» двери, для открытия которых использовался электропривод.

## История
Производство Nissan Crew началось в июле 1993 года на заводе Nissan Shatai. В то время как большинство транспортных средств эксплуатировалось под видом такси, с января 1994 по июнь 2002 года выпускалась гражданская модель Crew Saloon. Кузов позаимствован у Nissan Cedric Y31, а передняя часть — у Nissan Laurel. Такси выпускалось до августа 2009 года, всего было продано 52124 автомобиля.
Компания Autech участвовала в разработке паратранзитов, где переднее пассажирское сидение поворачивается, позволяя пассажиру с ограниченными возможностями сидеть спереди.

## Особенности
Первоначально Nissan Crew оснащался двухлитровым четырёхцилиндровым двигателем NA20P, работающим на сжиженном газе, или же шестицилиндровым двигателем RD28 мощностью 69 кВт (94 л. с.). Мощность двигателей первоначальных модификаций составляла 60 кВт (82 л. с.), а в июне 1998 года двигатели получили новый катализатор и переработанные камеры сгорания, что позволило сократить выбросы NOx, повысить экономию топлива и увеличить мощность до 63 кВт (85 л. с.). С августа 1999 года автомобиль оснащался 18-клапанным двигателем RD28E с электронным управлением мощностью 74 кВт (100 л. с.). В июне 2002 года выпуск бензиновых и дизельных модификаций был прекращён, в моторной гамме остался двигатель NA20P.

## Галерея

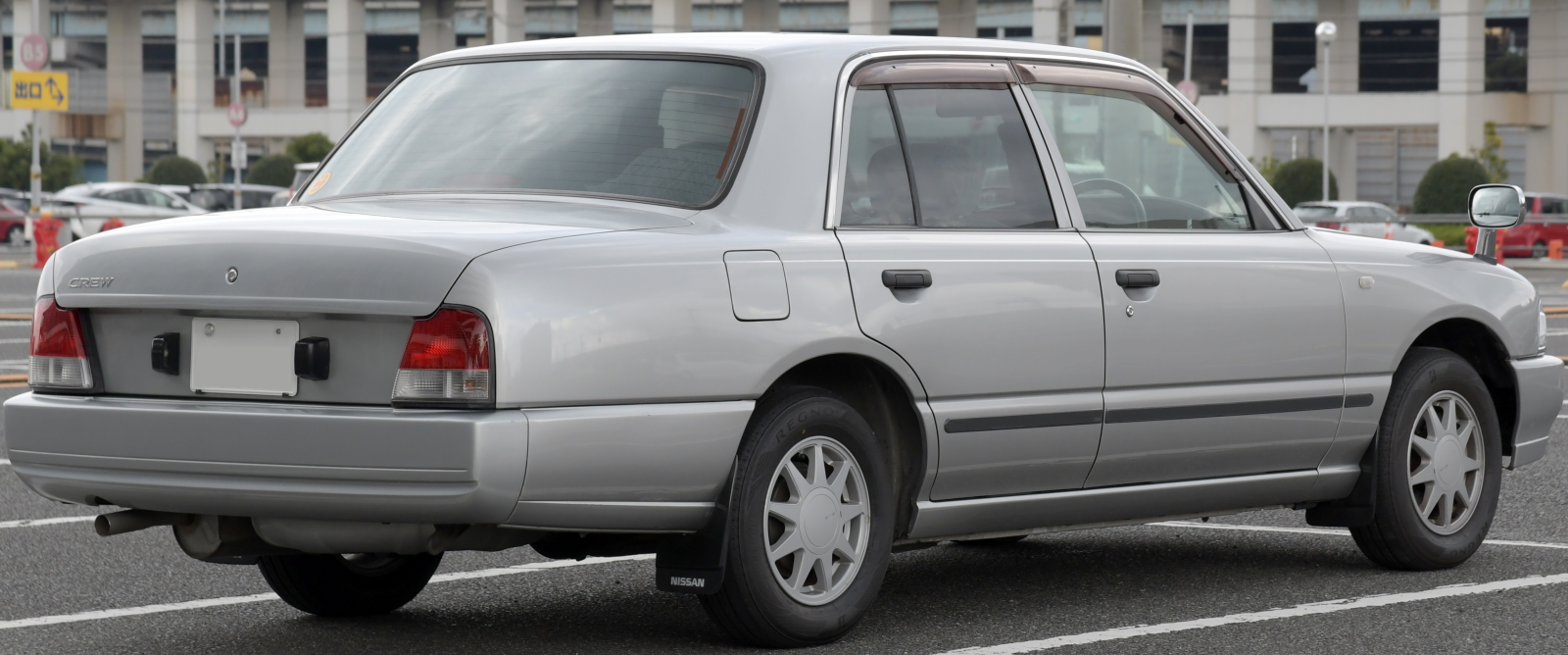
Nissan Crew GLX
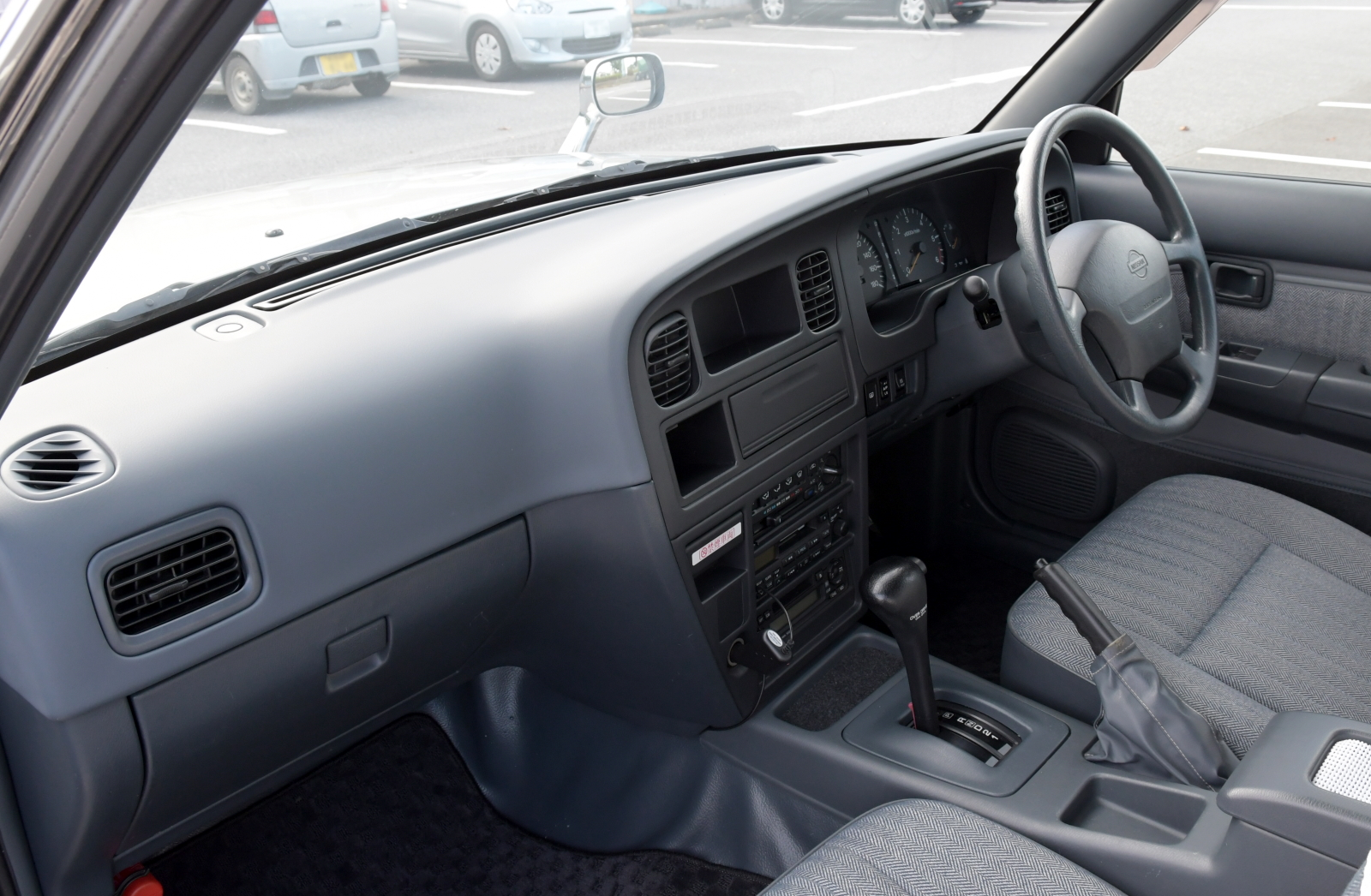
Интерьер
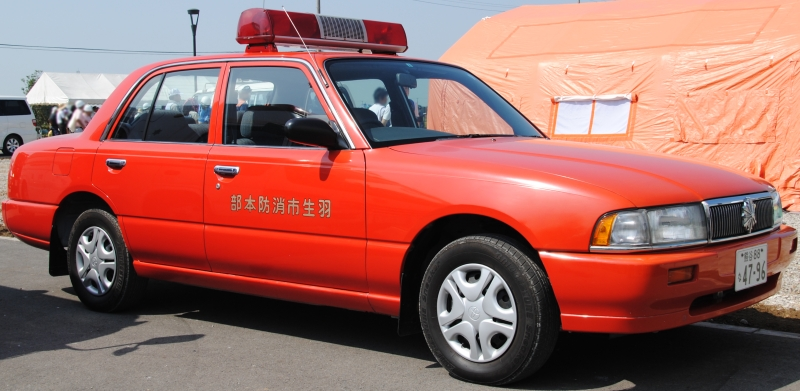
Автомобиль полиции
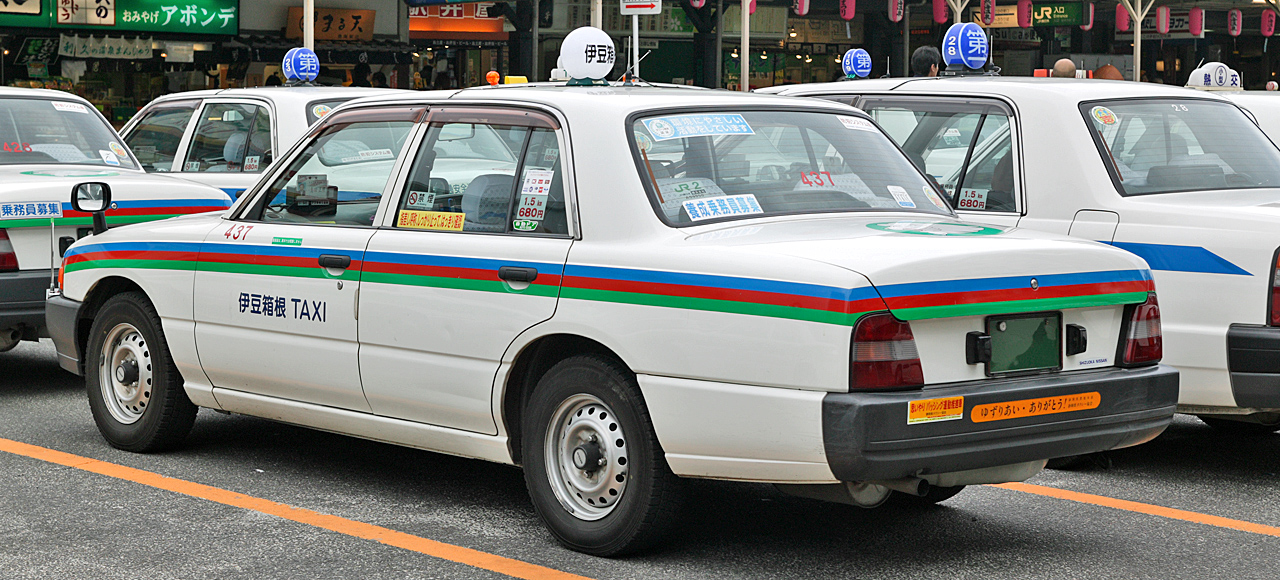
Такси